# الغزوات المغولية للتبت

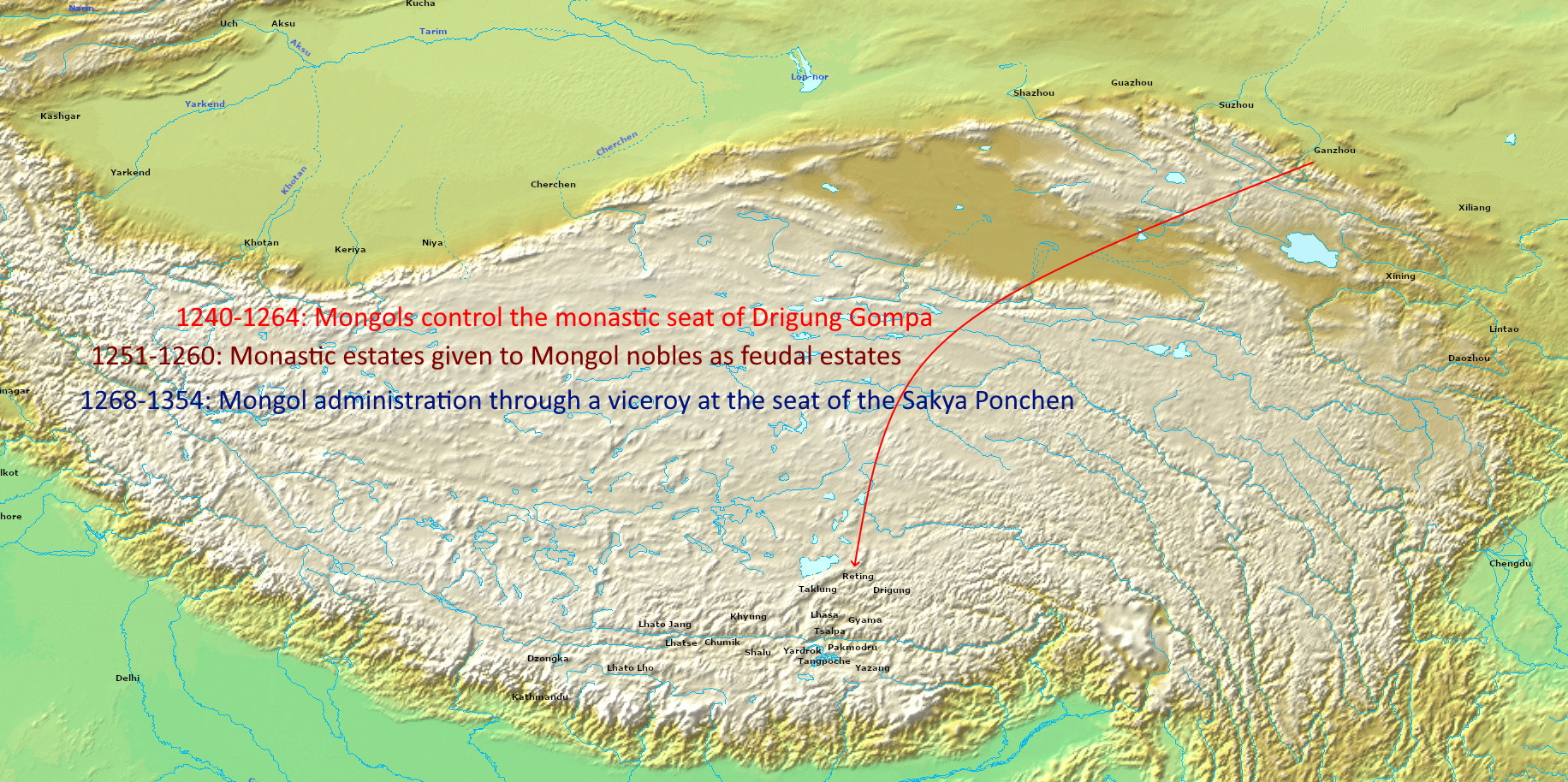
التبت تحت الحكم المغولي (1240-1354)

حصلت العديد من الغزوات المغولية للتبت، وتُعتبر مؤامرة غزو جنكيز خان للتبت المزعومة في عام 1206 أقدمها، على الرغم من اعتبارها مفارقة تاريخية إذ لا يوجد أي دليل على مواجهات مغولية تبتية قبل الحملة العسكرية في عام 1240. كان غزو الجنرال المغولي دوردا دارخان للتبت في عام 1240 أول حملة مؤكدة شنها المغول على التبت. تألفت هذه الحملة من 30 ألف جندي، وأسفرت عن 500 ضحية. اعتُبرت هذه الحملة أصغر من الغزوات واسعة النطاق التي شنها المغول ضد الإمبراطوريات الكبيرة. لم يُعرف الغرض من هذا الهجوم بالإضافة إلى أنه ما يزال موضع جدل بين الباحثين المتخصصين بشؤون التبت. دعا الأمير المغولي غودان خان في نهاية أربعينيات القرن الثالث عشر الزعيم التبتي والباحث البوذي لاما الساكيا ساكيا بانديتا لحث شخصيات تبتية بارزة أخرى على الخضوع للسلطة المغولية. اعتُبر هذا الحدث بشكل عام علامةً على بداية حكم المغول للتبت، وأيضًا على إقامة ما يُعرف باسم علاقة الراعي والكاهن بين المغول والتبتيين. أكمل قوبلاي خان هذه العلاقات، إذ أسس أسرة يوان المغولية ومنح دروغون تشوغيال باغبا، ابن أخ ساكيا بانديتا سلطة حكم التبت بالكامل. استمر النظام الإداري لـسكايا المغول وحكم يوان الإداري على المنطقة حتى منتصف القرن الرابع عشر، مع بدء انهيار سلالة يوان.
غزت مجموعة أويرات المغولية المنطقة مرة أخرى في أوائل القرن السابع عشر، وأسسوا خوشوت خانات. تدخل المغول في السياسة التبتية منذ ذلك الحين حتى غزو سلالة تشينغ لمنغوليا وجونغاريا.

## تداعيات الغزوات
خضعت التبت لإمبراطورية المغول في ظل الحكم الإداري المغولي، ولكن مُنحت المنطقة درجة من الحكم الذاتي السياسي. ضم قوبلاي خان التبت إلى سلالة يوان لاحقًا، وظلت المنطقة منفصلة إداريًا عن المقاطعات التي احتلتها سلالة سونغ الصينية.
أقام الخان واللاما علاقات «راعي- كاهن» وفقًا للرأي التقليدي التبتي. وهذا يعني تقديم الخان للتنظيم الإداري والمساعدة العسكرية والاعتماد على اللاما في القضايا الروحية. سبقت غزوات المغول للتبت الغزو المغولي لجنوب الصين. دمج قوبلاي خان التبت في سلالة يوان الجديدة بعد غزوه لسلالة سونغ، ومع ذلك، حُكمت التبت وفق الإدارة البوذية والعلاقات التبتية، بشكل منفصل عن المقاطعات الصينية. منح المغول سلطة لاما الساكيا منزلة سياسية، لكنهم احتفظوا بالسيطرة على الإدارة والجيش في المنطقة. حظر قوبلاي خان زواج المغول من الصينيين في إطار جهوده من أجل السيطرة على كلتا المنطقتين مع الحفاظ على الهوية المغولية، لكنه ترك نظامي القانون والإدارة الصيني والتبتي سليمين. لم تتبنَ التبت أبدًا الاختبارات الإمبراطورية أو السياسات الكونفوشية الجديدة، على الرغم من تشابه معظم المؤسسات الحكومية التي أنشأها قوبلاي خان في أثناء حكمه من تلك الموجودة في السلالات الصينية السابقة.
تمتع الرهبان البوذيون التبتيون بشعبية واحترام كبيرين في إيران التي يحكمها المغول (إلخانات)، ومنغوليا، والصين (يوان) وآسيا الوسطى (تشاغاتاي خانات). استعادت التبت استقلالها عن المغول مع انتهاء حكم أسرة يوان في منتصف القرن الرابع عشر.

## بعثة ما بعد الإمبراطورية
تحولت مجموعة أويرات المغولية إلى البوذية التبتية نحو عام 1615، ولم يمضِ وقت طويل قبل انخراطهم في الصراع بين مدرستي الغيلوغ وكارما كاجيو. هزم غوشي خان زعيم الخوشوت في كوكو نور (آمدو) بين عامي 1581 و1637، تشوغتو خونغ تاييجي أمير قبائل الخالخا التي دعمت مدرسة كارما كاجيو، بناء على طلب من مدرسة غيلوغ في عام 1637.
أسس تسوغتو خونتايجي قاعدة على نهر تول. عُرف تسوغتو خونتايجي لثقافته واحتضانه لطائفة الكارما ولبنائه عدة أديرة وقلاع. خضع تسوغتو خونتايجي إلى ليغدان خان -آخر خان كبير للمغول- إذ شارك في حملة ليغدان على التبت لمساعدة طائفة الكارما. تابع تسوغتو الحملة، على الرغم من وفاة ليغدان خان في عام 1634 قبل انضمام قواتهما معًا. غزت مجموعة تومد المغولية محيط كوكو نور (بحيرة تشينغهاي) ونقلت قاعدتها إلى هناك في نفس العام. أرسل تسوغتو جيشًا تحت قيادة ابنه أرسلان إلى وسط التبت في عام 1635 بناء على طلب من شامار رابجبامبا. ومع ذلك، هاجم أرسلان حليفه، جيش تسانغ. التقى تسوغتو بالدالاي لاما الخامس (لوزانغ غياتسو) وأثنى على أديرة غيلوكبا بدلاً من تدميرها. اغتيل أرسلان في نهاية المطاف بأمر من تسوغتو.
طلبت طائفة غيلوك المساعدة من تورو باييخو (غوشي خان) زعيم الخوشوت من اتحاد الأويرات. قاد تورو باييخو في عام 1636 الخوشوت والزونغار إلى التبت. انتهت الحرب الحاسمة بين تسوغتو خونتايجي وتورو باييخو في العام التالي، بانتصار تورو وقتل تسوغتو.
لطالما صورت طائفة غيلوك تسوغتو على أنه شخص شرير، ولكن من ناحية أخرى أظهره الفيلم المنغولي «تسوغت تايج» (1945) على أنه بطل قومي، إذ عكس موقف النظام الشيوعي تجاه البوذية التبتية.
غزا غوشي خان آمدو (تشينغهاي الحالية) بعد انتصاره الساحق على تسوغتو. تبع ذلك توحيد التبت بين عامي 1641 و1642، عندما غزا غوشي خان التبت الوسطى وهزم أسرة تسانغبا المحلية. قلد الدالاي لاما الخامس (لوزانغ غياتسو) غوشي خان لقب (chogyal)، أي ملك دارما، أو المدرس. أُكد إنشاء خوشوت خانات في ظل هذه الأحداث. مُنح غوشي خان سلطة الدالاي لاما على التبت من دارتسيدو وحتى لاداخ. منح ألتان خان (يجب عدم الخلط بينه وبين ألتان خان من خالخا) اللاما الثالث من سلالة جيلوج تولكو لقب «الدالاي لاما» نفسه سابقًا، الذي يعني «محيط من الحكمة» باللغة المنغولية.

## عودة ظهور الخلاف بين زونغار خانات وسلالة تشينغ

### التدخل في التبت
أصبحت آمدو في هذه الأثناء موطنًا لأفراد الخوشوت. استمر أحفاد غوشي خان في الحكم بصفتهم ملوك دارما في التبت، على الرغم من بروز الدالاي لاما ووصايته على حسابهم لفترات طويلة. غزا الزونغار -بقيادة تسيرينج دوندوب شقيق تسوانغ ربتان- التبت في عام 1717. هزم الغزاة لابزانغ خان وقتلوه، إذ كان (آخر خان من خوشوت خانات) وحفيد غوشي خان وملك دارما الخامس في التبت. خلع الزونغار المظاهر الذي ادعى أحقيته بمنصب الدالاي لاما والذي كان قد روج لابزانغ خان له. شجع الدالاي لاما الخامس (لوزانغ غياتسو) اللامات المغول على منع أي تعليم غير ذي صلة بالتعاليم الغيلوغية. سرعان ما بدأ الزونغار في نهب شينغوان (منطقة لاسا)، ما أدى إلى خسارتهم حسن النية التبتية تجاههم. أُعدم العديد من أفراد النيينغما والبون وأُجبر التبتيون ممن زاروا المسؤولين الزونغار على إخراج ألسنتهم حتى يتمكن الزونغار من معرفة ما إذا كان الشخص يردد المانترات الثابتة (التي قيل إنها تجعل اللسان أسودًا أو بنيًا). سمح هذا الأمر للزونغار بمعرفة أفراد نيينغما والبون الذين رددوا العديد من المانترات السحرية. ظلت هذه العادة المتمثلة في إخراج اللسان كعلامة احترام عند تحية شخص ما عادةً تبتيةً حتى الآونة الأخيرة.